# VSTS
VSTS (Van Serve Tot Smash) is een volleybalvereniging uit Bodegraven in de Nederlandse provincie Zuid-Holland.
De vereniging is in september 1956 opgericht door lokale beoefenaars van de sport. VSTS komt uit in de bondscompetitie met zes damesteams, vier herenteams en zeven jeugdteams in de diverse leeftijdscategorieën. Het eerste damesteam komt uit in de tweede bondsdivisie en het eerste herenteam in de tweede klasse.